# (9107) Narukospa
(9107) Narukospa – planetoida z pasa głównego asteroid okrążająca Słońce w ciągu 4 lat i 314 dni w średniej odległości 2,87 j.a. Została odkryta 6 stycznia 1997 roku w obserwatorium w Ōizumi przez Takao Kobayashiego. Nazwa planetoidy pochodzi od miasta Naruko-onsen, słynącego z gorących źródeł. Przed nadaniem nazwy planetoida nosiła oznaczenie tymczasowe (9107) 1997 AE4.